# Пріон широкодзьобий
Пріон широкодзьобий (Pachyptila vittata) — морський птах родини буревісникових (Procellariidae).

## Поширення
Птах розмножується на субантарктичних островах, переважно на південь від Нової Зеландії. Місця розмноження включають узбережжя протоки Фово, невеликі острови в регіоні острова Стюарт, острови Снерс і острови Чатем. Поза сезоном розмноження він трапляється у відкритому морі на південь від 30-ї південної широти, а також на західному та південному узбережжі Австралії та біля Південної Африки.

## Опис
Тіло завдовжки приблизно 29 см, вагою від 150 до 225 г. Довжина крил становить від 18,1 до 22,5 см, а розмах крил — від 57 до 66 см. Статі однаково забарвлені. Птахи, як правило, мишасто-сірі з темнішою літерою «М» на обох крилах. Нижня сторона тіла біло-бура. Дзьоб надзвичайно широкий. Завдяки гребінчастим пластинам він пристосований для лову планктону.